# Le Chantier naval de Portsmouth
 (avril 2023).
Si vous disposez d'ouvrages ou d'articles de référence ou si vous connaissez des sites web de qualité traitant du thème abordé ici, merci de compléter l'article en donnant les références utiles à sa vérifiabilité et en les liant à la section « Notes et références ».

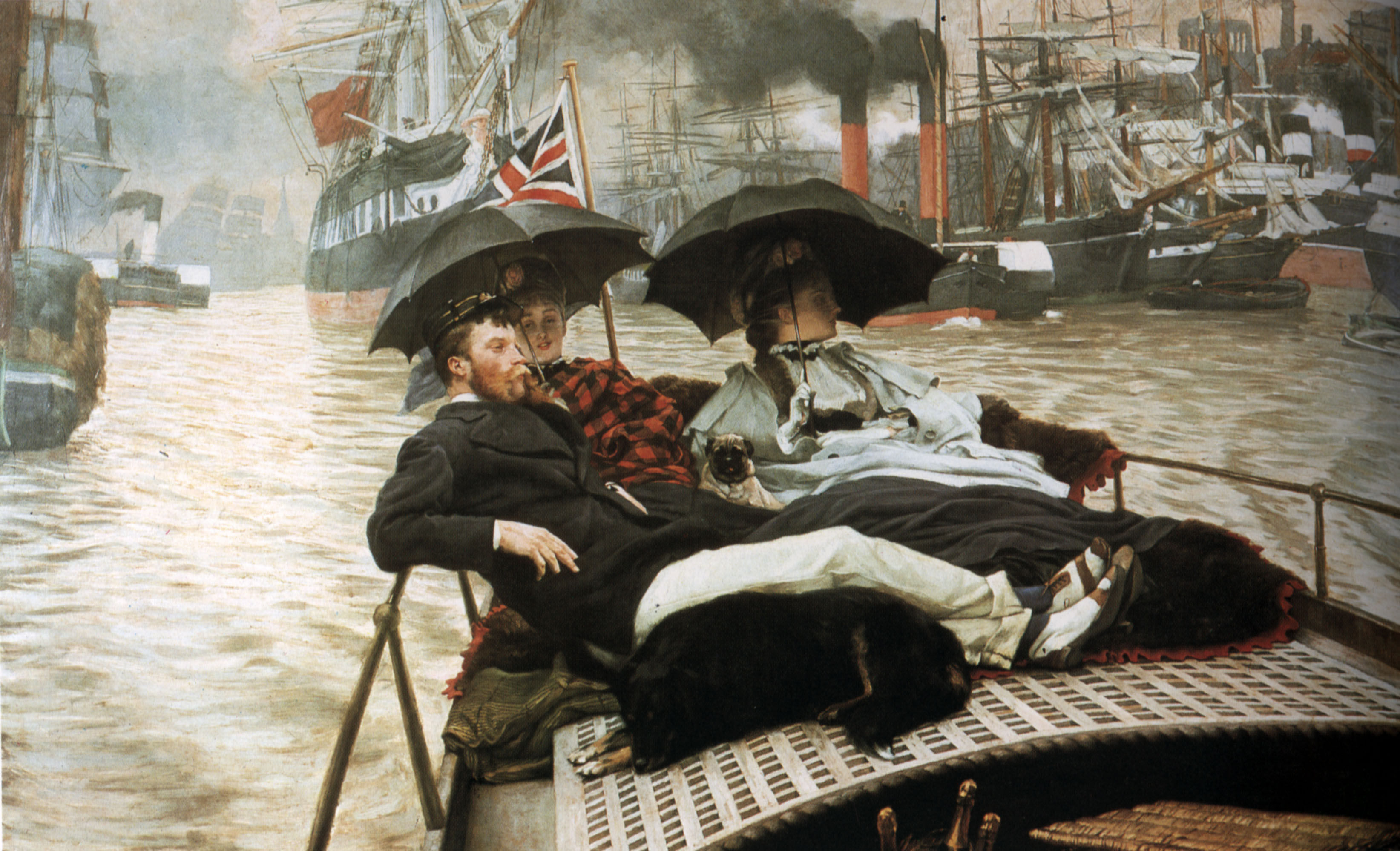
James Tissot, Sur la Tamise (À quel point je pourrais être heureux avec l'une ou l'autre ?), 1876, The Hepworth Wakefield

Le Chantier naval de Portsmouth (en anglais : Portsmouth Dockyard) ou aussi Entre les deux mon cœur balance est une peinture à l'huile sur toile de 38,1 × 54,6 cm réalisée en 1877 par l'artiste français James Tissot et conservée à la Tate Britain depuis le legs de Sir Hugh Walpole en 1941.
Il s'agit d'une refonte de son tableau de 1876 intitulé On The Thames, qui représente également un homme et deux femmes dans une embarcation.

## Description
Le tableau représente trois personnes assises dans une embarcation à rames parmi les imposants navires de guerre du chantier naval de Portsmouth en Angleterre. Un autre bateau à rames avec son équipage passe à l'arrière-plan devant les proues de deux navires de ligne à gréement carré à l'ancienne. En arrière-plan se trouve un navire de guerre cuirassé moderne. Au centre se trouve un homme portant l'uniforme d'un sergent d'un régiment écossais, avec un manteau rouge, un kilt et une toque de plumes. Il est assis les jambes croisées et les mains jointes autour d'un genou nu. Il se détourne de l'infortunée dame à sa gauche — en robe crème et châle ou couverture tartan, son ombrelle ouverte — et se penche vers la femme souriante à sa droite — en robe rayée blanche et noire, avec un châle sur le bras et une ombrelle refermée.
Cette peinture de 1877 est une reprise de la peinture de 1876 de Tissot On The Thames, qui représente un homme et deux femmes allongés paresseusement à bord d'une embarcationse déplaçant à travers des navires bondés sur la Tamise. On The Thames a été montré à la Royal Academy en 1876 mais il a été mal accueilli, les critiques remettant en question la moralité sexuelle des sujets : un critique l'a décrit comme « volontairement vulgaire », et un autre avec dénigrement comme « plus français qu'anglais ». Le remaniement moins ambigu du sujet par Tissot en 1877 dans le chantier naval de Portsmouth a été plus favorablement accueilli, mais l'histoire reste floue. Peut-être y a-t-il un flirt entre l'homme et la femme à gauche ; peut-être que la deuxième femme est un chaperon ou une sœur.

## Historique
Le tableau a été exposé à la Grosvenor Gallery de Londres en 1877 sous le titre Portsmouth Dockyard. La même année, Tissot a réalisé une copie à la pointe sèche du tableau, qui a été reproduite à l'eau-forte en deux éditions d'environ 100 tirages chacune, sous le titre français Entre les deux mon cœur balance. Une gravure de la reproduction à la pointe sèche a été vendue chez Sotheby's en 2013 pour 1 125 £, décrite comme une œuvre sur « le thème de la rivalité comique dans les affaires de cœur », et une a été vendue chez Bonhams en 2018 pour 937 $.
Le tableau a été acheté par le marchand de maïs du Lancashire Henry Jump et est resté dans sa famille. Il fut vendu chez Christie's en 1937 sous le titre Divided Attention, acheté par la galerie d'art Leicester Galleries pour 58 guinées, qui l'a exposé sous le titre Entre les deux mon cœur balance. Le tableau a été vendu à l'écrivain Hugh Walpole, qui l'a légué à la Tate Gallery à sa mort en 1941. La Tate l'a exposé pour la première fois en 1942 sous le titre How happy could he be with both, revenant plus tard au titre original Portsmouth Dockyard. Il fait toujours partie de la collection de la Tate.

## Source de traduction
- (en) Cet article est partiellement ou en totalité issu de l’article de Wikipédia en anglais intitulé « Portsmouth Dockyard (Tissot) » (voir la liste des auteurs).